# Kleinbekbaars
De kleinbekbaars (Micropterus dolomieu) is een straalvinnige uit de familie van de zonnebaarzen (Centrarchidae) en behoort tot de orde van baarsachtigen (Perciformes). De vis is gemiddeld 8 cm lang, maar kan een lengte van 69 cm bereiken. De soort weegt gemiddeld 5,410 gram. De hoogst geregistreerde leeftijd is 26 jaar.
De kleinbekbaars komt voor in Noord-Amerika en Oceanië. De wetenschappelijke naam werd in 1802 voor het eerst gepubliceerd door Bernard Germain de Lacépède.